# Канделяриелла расцветающая
Канделяриелла расцветающая (лат. Candelariella efflorescens) — вид лишайников семейства Канделяриевые.

## Описание
Слоевище почти незаметное, представлено только мучнистыми жёлтыми соредиями 20—30 мкм в диаметре, среди массы которых изредка видны рассеянные мелкие ареолы около 0,1 мм в диаметре, реже чешуйки 0,1—0,3 мм ширины . Апотеции чрезвычайно редки, споры по 16—32 в сумке  . Наличие мучнистых соредий отличает Candelariella efflorescens от Candelariella xanthostigma, слоевище которого состоит из несоредиозных зерновых ареол 80—200 мкм в диаметре.

## Среда обитания и распространение
Встречается на коре широколиственных пород деревьев, чаще — в прикомлевом горизонте, на пнях и валежнике.
Обычен в Средней полосе России.